# Thyreus aistleitneri
Thyreus aistleitneri är en biart som först beskrevs av Jakup Straka och Michael S. Engel 2012. Den ingår i släktet Thyreus och familjen långtungebin. Arten finns endast på en av Kap Verde-öarna.

## Beskrivning
Endast honan är beskriven. Hon är mycket lik den nära släktingen Thyreus denolii och är som den övervägande svart utom på mundelarna och fötterna, som är mörkbruna samt med vita markeringar på mellankroppen. Arten har dessutom vita hårfläckar på tergiterna samt främre delen av sterniterna. Tergit 1 har en stor, avbruten, L-formad fläck på vardera sidan, medan fläckarna på tergit 2 till 4 är mera rundade till tvärgående (inte begränsade till sidorna). Tergit 5 saknar nästan helt några hårfläckar. Vingarna är lätt rökfärgade med mörkbruna till svarta ribbor. Behåringen är svart till gråbrun över större delen av kroppen, utom på delar av ansiktet, benen och mellankroppen, som har fjäderliknande, vit behåring. Kroppslängden är drygt 11 mm, och längden på framvingen (den längsta av de två vingarna) drygt 8 mm.
Arten är mycket lik de övriga Thyreus-arterna på Kap Verde. Den kan emellertid skiljas från övriga arter genom att de nästan helt reducerade, vita hårfläckarna på sidorna av tergit 5.

## Utbredning
Arten är endemisk för Kap Verde-öarna, och förekommer där endast på Brava.

## Ekologi
Thyreus aistleitneri är en boparasit, honan lägger sina ägg i bon av solitära bin ur släktet Amegilla där larven lever på det insamlade matförrådet efter det att värdägget eller -larven dödats. På Kap Verde-öarna finns ytterligare tre arter från samma släkte, Thyreus denolii, Thyreus batelkai och Thyreus schwarzi. Även dessa är boparasiter, med samma värdarter som Thyreus aistleitneri.

## Etymologi
Arten är uppkallad efter Eyjolf Aistleitner, en entomolog och färilssystematiker som har hjälpt till med insamlingen av arterna, samt är en vän till auktorerna.